# 松田修 (植物文学者)
松田 修（まつだ おさむ、1903年6月28日 - 1990年2月26日）は、日本の文学者、植物学者。

## 来歴
山形県出身。1928年、東京帝国大学農学部卒。日本赤十字子供の家園長、東京大学講師などを務め、日本植物友の会の設立に参加。日本の古典文芸に現われる上代の植物の研究を行ない、植物文学を提唱した。研究対象は、『古事記』、『日本書紀』、『風土記』、『万葉集』、『古今和歌集』、『枕草子』、『源氏物語』などにわたる。

## 研究
古典文学と植物との関連について、以下のように論じた。
記紀
『古事記』には77種類、『日本書紀』には85種類の植物が登場。現われている植物の大半は日本全土の山野に自生しているもので、『日本書紀』では渡来の植物が増えている。イネ科、バラ科、ブナ科、マメ科の順に多い。緑樹崇拝の時代であり、花についての記述が少ない。
風土記
『常陸国風土記』、『出雲国風土記』、『播磨国風土記』、『肥前国風土記』、『豊後国風土記』それぞれの植物を論じている。
万葉集
182種類の植物が登場。実用面から万葉植物をみると、ほとんどが実用的価値を持つものであり、植物は万葉人の生活にも大きな役割を果したと論じた。万葉植物を食用、薬用、染料、建築・工芸・衣料用に分類して述べている。また、当時の日本に存在していた植物を、身近に肌で知り、日本人として初めて記録したものとして注目している。
古今和歌集
76種類の植物が登場。山野の自生の植物が多かった『万葉集』と比べると、庭園とくに宮廷近辺に栽培されていたと思われる植物が多い。また、縁語や掛詞に植物や花が用いられている。
枕草子
117種類の植物が登場し、類纂的に書かれていることが多い。植物自体に対する興味というよりは、色彩、故事、古歌など文芸に盛られた植物が大部分で作者の美意識から選ばれていると述べた。
源氏物語
116種類の植物が登場。作者は個々の植物についてよく知り、興味を持っていたと論じる。物語の巻名に植物が使われ、人物や内容とあわせて効果を出していると述べた。

## 主な著作
- 『植物と伝説』　正文館、1960年。
- 『万葉の植物』　保育社〈カラーブックス〉、1966年。
- 『県花県木』　保育社〈カラーブックス〉、1969年。
- 『万葉植物新考』　社会思想社、1970年。
- 『古典植物辞典』　講談社、1980年 / 〈講談社学術文庫〉、2009年。